# Metkovski vjesnik
Metkovski vjesnik je mjesečni list koji je izlazio u gradu Metkoviću. 
Prvi broj je izašao 20. srpnja 2008. godine prigodom blagdana sv. Ilije, zaštitnika grada Metkovića. List je u početku izlazio kao dvotjednik, da bi početkom 2011. nastavio izlaziti kao mjesečnik. Pratio je dnevna, kulturna i športska događanja u gradu Metkoviću i njegovoj okolini.
List je prestao izlaziti zaključno s 59. brojem od 17. svibnja 2013.

## Vanjske poveznice
- Metkovski vjesnik na stranicama grada Metkovića